# NGT48
NGT48 (яп.  Эн-джи:-ти: фо:ти:эйто, «Эн-джи-ти́ фотиэ́йт») — японская женская идол-группа, продюсируемая поэтом-песенником Ясуси Акимото. NGT48 названы в честь города Ниигата, где базируется группа. Группа выступает в театре NGT48, который расположен на четвёртом этаже торгового центра LoveLa2 в городе Ниигата
С 2019 года NGT48 находится под пристальным вниманием и критикой в связи с нападением на тогдашней участницы группы Махо Ямагути в декабре 2018 года, после чего она заявила, что руководство ничего не сделало для решения проблемы других участниц NGT48, предположительно участвовавших в помощи её нападающим. В апреле 2019 года руководство NGT48 распустило командную систему, и все нынешние участницы объединились в соответствии с поколениями.

## История

### 2015–2018: Формирование и продвижение
Создание группы NGT48 было анонсировано 25 января 2015 года на концерте AKB48 в Tokyo Dome City Hall. Сразу была объявлена дата открытия театра группы (NGT Theater) — 1 октября. Начало прослушиваний девушек в новую группу было назначено на март.
16 сентября 2015 года было объявлено, что открытие театра переносится на три месяца, на 10 января следующего, 2016 года.
Театр открылся 10 января 2016 года премьерой первого представления группы NGT48 — «Party ga Hajimaru yo». Среди 300 зрителей, посетивших премьеру, был губернатор префектуры Ниигата Хирохико Идзумида.
15 мая 2016 года состоялось последнее представление программы «Party ga Hajimaru yo». Последней песней в анкоре группа впервые показала свою собственную новую песню «Kimi wa Doko ni Iru?», которая должна была выйти на одной из сторон «Б» назначенного на 1 июня сингла группы AKB48. 28 марта должна была состояться премьера новой театральной программы, «Pajama Drive»
В апреле 2017 года группа NGT48 выпустила свой собственный дебютный сингл «Seishun Dokei». В 2018 году Ноэ Ямада и Рэна Хасэгава участвовали в южнокорейском шоу Produce 48, представляя NGT48. Рэна Хасэгава заняла 71-е место и выбыла в первом раунде; Ямада занял 41-е место и выбыл во втором раунде.

### 2019–н.в: Реструктуризация группы
После нападения Махо Ямагути во время пресс-конференции 29 марта 2019 года правительство города Ниигаты объявили, что они разрывают связи с NGT48 с апреля, включая прекращение своего радиошоу «Port de NGT». 11 апреля после извинений перед правительством Ниигаты за неправильное рассмотрение обвинений Ямагути в нападении, официальный веб-сайт NGT48 объявил, что руководство распускает структуру команды и повторно представляет нынешних членов в качестве единого «первого поколения» после их финального выступления 21 апреля. 17 апреля Юки Касиваги объявила, что покидает NGT48, её последнее выступление с ними было на концерте команды NIII 21 апреля. [24] 21 апреля Ямагути, Рэна Хасэгава и Рико Сугахара объявили, что 18 мая они покидают NGT48.
21 мая Минами Като была понижена в звании до стажёрки после публикации в Instagram-истории о выпуске Ямагути с подписью: «Я здесь делаю ногти. Я хочу, чтобы кто-нибудь сменил канал». Руководство NGT48 также решило на время приостановить публикации в социальных сетях всех участниц. [29] [31] 18 июля Фука Муракумо также объявила о своем выпуске из группы, причем выпуск состоялся в конце августа 2019 года.
После семи месяцев перерыва, группа провела свой первый концерт 3 августа 2019 года на Tokyo Idol Festival с планами возобновить свою деятельность осенью. 26 августа Андзю Сато объявила, что 25 сентября выпускается из группы. 18 февраля 2020 года Моэка Такакура объявила, что выпустится из группы 22 марта 2020 года.

## Скандал

### Обвинения и иски Махо Ямагути о нападении
8 января 2019 года сокапитан команды G Махо Ямагути заявила в прямом эфире в своем шоу-руме, что 8 декабря 2018 года два 25-летних мужчины схватили её за лицо, когда она входила в свою квартиру. Присутствовал третий сообщник-мужчина. Мужчины были арестованы полицией и через 20 дней освобождены без предъявления обвинений. Они опровергли слова Ямагути, заявив, что «просто хотели поговорить». Ямагути рассказала об инциденте руководству NGT48, но после месяца молчания она решила довести этот вопрос до сведения общественности . После того, как её прямая трансляция была внезапно прервана, Ямагути опубликовала несколько удаленных твитов, подробно описывающих её аккаунт и утверждающих, что участницы NGT48 слили её личную информацию нападавшим.
Во время концерта, посвященного третьей годовщине группы 10 января, Ямагути публично извинилась за то, что «вызвала проблемы», высказавшись, вызвав критику по поводу обвинений жертв и халатности руководства со стороны местного и международного сообщества NGT48's management initially denied that an NGT48 member had disclosed Yamaguchi's personal information. Руководство NGT48 изначально отрицало, что участницы группы слили личную информацию Ямагути. 31 января руководство NGT48 объявило о проведении третьей стороной расследования, проведенного юристами. 22 марта 2019 года стороннее расследование пришло к выводу и установило, что, хотя у некоторых участников действительно были личные отношения с фанатами, в нападении не было участниц NGT48, и что это было вызвано «чрезмерным поведением некоторых фанатов». 1 мая 2019 года AKS подали иск против нападавших Ямагути на 30 миллионов йен, утверждая, что скандал сорвал их мероприятия и нанес им убытки в размере 100 миллионов йен.
Иск был урегулирован 9 апреля 2020 года, и мужчин оштрафовали на несколько миллионов иен и запретили участвовать в будущих мероприятиях, связанных с группами AKB48. Адвокат AKS, Кадзухиро Эндо, также заявил, что участницы NGT48 не виновны в том, что они были сообщниками, и их реакция на Ямагути была результатом недопонимания. Ямагути также не получила никакой финансовой компенсации и иск не был подан от её имени.

## Состав

### Бывшие участницы
| Имя Дата рождения                           | Ранг                     | Ранг                     | Ранг                     | Ранг                     | Ранг                     | Ранг                     | Ранг                     | Ранг                     | Ранг | Ранг                     | Команда          | Примечание                        |
| Имя Дата рождения                           | 1                        | 2                        | 3                        | 4                        | 5                        | 6                        | 7                        | 8                        | 9    | 10                       | Команда          | Примечание                        |
| ------------------------------------------- | ------------------------ | ------------------------ | ------------------------ | ------------------------ | ------------------------ | ------------------------ | ------------------------ | ------------------------ | ---- | ------------------------ | ---------------- | --------------------------------- |
| Аяка Мидзусава (яп. 水澤彩佳) (05.11.1994)  | &0000000000000999.000000 | &0000000000000999.000000 | &0000000000000999.000000 | &0000000000000999.000000 | &0000000000000999.000000 | &0000000000000999.000000 | &0000000000000999.000000 | &0000000000000999.000000 | N/A  | &0000000000000999.000000 | Стажёрка         | Выпустилась 31 марта 2017 года.   |
| Юриа Оотаки (яп. 大滝友梨亜) (21.04.1995)   | &0000000000000999.000000 | &0000000000000999.000000 | &0000000000000999.000000 | &0000000000000999.000000 | &0000000000000999.000000 | &0000000000000999.000000 | &0000000000000999.000000 | &0000000000000999.000000 | N/A  | N/A                      | Стажёрка         | Выпустилась 31 октября 2017 года. |
| Риэ Китахара (яп. 北原里英) (24.06.1991)    | 13                       | 16                       | 13                       | 13                       | 21                       | 19                       | 11                       | 12                       | 10   |                          | Команда NIII     | Выпустилась 18 апреля 2018 года.  |
| Ая Миядзима (яп. 宮島亜弥) (27.11.1997)     | &0000000000000999.000000 | &0000000000000999.000000 | &0000000000000999.000000 | &0000000000000999.000000 | &0000000000000999.000000 | &0000000000000999.000000 | &0000000000000999.000000 | N/A                      | 70   |                          | Команда NIII     | Выпустилась 7 августа 2018 года.  |
| Мау Такахаси (яп. 髙橋真生) (03.06.2001)    | &0000000000000999.000000 | &0000000000000999.000000 | &0000000000000999.000000 | &0000000000000999.000000 | &0000000000000999.000000 | &0000000000000999.000000 | &0000000000000999.000000 | N/A                      | N/A  | N/A                      | Команда NIII     | Выпустилась 6 октября 2018 года.  |
| Ю́ки Касива́ги (яп. 柏木由紀) (15.07.1991)    | 9                        | 8                        | 3                        | 3                        | 4                        | 3                        | 2                        | 5                        |      |                          | Команда NIII     | Выпустилась 21 апреля 2019 года.  |
| Махо Ямагути (яп. 山口真帆) (17.09.1995)    | &0000000000000999.000000 | &0000000000000999.000000 | &0000000000000999.000000 | &0000000000000999.000000 | &0000000000000999.000000 | &0000000000000999.000000 | &0000000000000999.000000 | N/A                      | 53   | 70                       | Первое поколение | Выпустилась 18 мая 2019 года.     |
| Рико Сугахара (яп. 菅原りこ) (23.11.2000)   | &0000000000000999.000000 | &0000000000000999.000000 | &0000000000000999.000000 | &0000000000000999.000000 | &0000000000000999.000000 | &0000000000000999.000000 | &0000000000000999.000000 | N/A                      | N/A  | N/A                      | Первое поколение | Выпустилась 18 мая 2019 года.     |
| Рэна Хасэгава (яп. 長谷川玲奈) (15.03.2001) | &0000000000000999.000000 | &0000000000000999.000000 | &0000000000000999.000000 | &0000000000000999.000000 | &0000000000000999.000000 | &0000000000000999.000000 | &0000000000000999.000000 | N/A                      | N/A  | 77                       | Первое поколение | Выпустилась 18 мая 2019 года.     |

## Дискография

### Синглы
| Название                                                              | год  | Позиция | Позиция | Продажи       | Продажи | Продажи         | Сертификация    | Альбом            |
| Название                                                              | год  | JPN     | JPN Hot | Oricon        | Oricon  | Billboard Japan | Сертификация    | Альбом            |
| Название                                                              | год  | JPN     | JPN Hot | Первая неделя | Всего   | Billboard Japan | Сертификация    | Альбом            |
| --------------------------------------------------------------------- | ---- | ------- | ------- | ------------- | ------- | --------------- | --------------- | ----------------- |
| «Seishun Dokei» (яп. 青春時計)                                        | 2017 | 1       | 1       | 160,271       | 208,247 | 277,180         | - RIAJ: Платина | Non-album singles |
| «Sekai wa Doko Made Aozora na no ka?» (яп. 世界はどこまで青空なのか?) | 2017 | 2       | 2       | 148,442       | 201,800 | 266,946         | - RIAJ: Платина | Non-album singles |
| «Haru wa Doko kara Kuru no ka?» (яп. 春はどこから来るのか?)           | 2018 | 1       | 1       | 109,012       | 165,917 | 189,405         | - RIAJ: Золото  | Non-album singles |
| «Людям всего мира (Sekai no Hito e)» (яп. 世界の人へ)                 | 2018 | 2       | 2       | 143,303       | 175.607 | 207,269         | - RIAJ: Gold    | Non-album singles |
| «Sherbet Pink» (яп. シャーベットピンク)                               | 2020 | 2       | 5       | 80,011        |         | 104,643         | - RIAJ: Золото  | Non-album singles |

## Фильмография

### Шоу
- HKT48 vs NGT48 Sashikita Gassen (NTV и Hulu, 12 января – 29 марта 2016 года)[31]
- Higurashi no Naku Koro ni (SKY PerfecTV!, 20 мая – 24 июня 2016 года)[32]
- Higurashi When They Cry Kai (SKY PerfecTV!, ноябрь 2016 года – н.в)[33]